# Manantial de las Piérides
En la mitología griega, el Manantial de las Piérides de Macedonia estaba consagrado a las Piérides y las Musas. Como fuente metafórica de conocimiento del arte y la ciencia, fue popularizado por una pareado del poema Ensayo sobre la crítica, escrito por Alexander Pope en 1711: "Un poco de aprendizaje es algo peligroso; / Bebe abundantemente o no probarás el manantial de las Piérides" (en inglés: A little learning is a dang'rous thing; / Drink deep, or taste not the Pierian spring).
El manantial de las Piérides a veces se confunde con la Fuente Castalia, como lo hizo Lord Chesterfield, quien cita erróneamente a Alexander Pope en Cartas a su hijo.
Se decía que el manantial sagrado estaba cerca de la antigua Libetra, en Piería, una región de la antigua Macedonia donde también se ubica el Monte Olimpo, y se creía que era el origen y la sede del culto a Orfeo. Se decía que "las Musas retozaban en los manantiales Pierianos poco después de su nacimiento".Se creía que el manantial era una fuente de conocimiento que inspiraba a quien bebiese de él.
El nombre del manantial proviene de las Piérides, el grupo de doncellas, hijas del rey Píero, que retaron a las Musas para disputarles la supremacía en el canto. Cuando perdieron, las hijas de Piero prorrumpieron entonces en fuertes protestas agrediendo a su rivales; pero, al momento, sus cuerpos se cubrieron de plumas negras y blancas y quedaron convertidas en urracas.
Safo de Lesbos se refiere a las rosas del manantial de las Piérides en su poema "A quien no amaba la poesía", de mediados del año 600 a. C.:
Pero nunca yacerás muerto,
ni habrá recuerdo alguno de ti entonces ni después,
pues no tienes de las rosas de Pieria.
sino que vagarás en la oscuridad incluso en la morada del Hades,

revoloteando entre las sombras de los muertos.
Ovidio cuenta la historia de las Piérides después de explicar el origen del manantial helicónico en su poema narrativo Metamorfosis V del año 8 CE. Su metamorfosis en urracas aparece al final del libro:
La mayor de nosotros terminó así sus canciones aprendidas y con voz concordante las ninfas escogidas juzgaron que las deidades que moraban en el Helicón debían ser proclamadas vencedoras. Pero las nueve vencidas comenzaron a esparcir sus insultos; a quienes les respondió la diosa: "Dado que parece una cosa sin importancia que sufras una derrota merecida, y debes agregar abusos inmerecidos para aumentar tu ofensa, y dado que esto parece el fin de nuestra resistencia, ciertamente procederemos a castigarte de acuerdo con el límite de nuestras fuerzas." Pero estas hermanas ematianas se rieron, despreciando nuestras palabras amenazantes, y mientras intentaban hablar, haciendo gran clamor, y haciendo gestos amenazantes con manos desvergonzadas, de pronto les brotaron rígidas púas de las uñas y plumas se propagaron sobre sus brazos extendidos, y pudieron ver la boca de cada compañera creciendo hasta convertirse en un pico rígido. – Y así se agregaron nuevas aves al bosque. – Mientras se quejaban, estas Urracas que profanan nuestras arboledas, moviendo los brazos extendidos, comenzaron a flotar suspendidas en el aire. Y desde entonces han perdurado su antigua elocuencia, sus notas chillonas, su cansino celo por el habla.
Por último, también Petronio, al final de la sección V de El Satiricón, se refiere a las Piérides:
Envuelve tu espíritu con estos bienes: así,
de un ancho río
lleno, derramarás tus palabras

desde el corazón de Pieria.